# (39443) 2394 T-3
2394 T-3 (asteroide 39443) é um asteroide da cintura principal. Possui uma excentricidade de 0.11932210 e uma inclinação de 25.06898º.
Este asteroide foi descoberto no dia 16 de outubro de 1977 por Cornelis Johannes van Houten e Ingrid van Houten-Groeneveld e Tom Gehrels em Palomar.